# Токсичный мститель (фильм, 2023)
«Токсичный мститель» (англ. The Toxic Avenger) — американский супергеройский фильм в жанре чёрной комедии режиссёра и сценариста Мэйкона Блэра. Является перезапуском одноимённого фильма 1984 года.

## Сюжет
Действие происходит в фантастическом мире. У Уинстона, стереотипного слабака и неудачника, который работает уборщиком в оздоровительном клубе Garb-X, диагностирована неизлечимая болезнь, которую можно вылечить только с помощью дорогостоящего лечения, за которое его жадный, жаждущий власти работодатель отказывается платить. Решив взять дело в свои руки и ограбить свою компанию, Уинстон падает в яму с токсичными отходами и превращается в уродливого монстра, который намеревается творить добро и отомстить всем людям, которые его обидели.

## В ролях
- Питер Динклэйдж — Уинстон Гуз / Токсичный мститель
- Джейкоб Трембле — Уэйд, сын Уинстона
- Тейлор Пейдж — Дж. Дж. Доэрти
- Кевин Бейкон — Боб Гарбинджер
- Сара Найлз — мэр Тогар
- Джулия Дэвис — Кисси Стерневан
- Юлиан Костов — Бадд Берсерк
- Элайджа Вуд — Фриц Гарбинджер
- Дэвид Йоу — Гатри Стокинс
- Мэйкон Блэр — Деннис
- Джейн Леви — представитель страховой компании
- Джонатан Койн — Тэд Баркабус
- Атанас Сребрев — шеф Вормер

## Создание
Идея снять ремейк фильма возникла 2010 году тогда права на картину приобрёл Акива Голдсман, который хотел сделать из персонажа более типичного супергероя. В 2013 году ролью в фильме интересовался Арнольд Шварценеггер, однако тогда проект заглох.
В марте 2019 году было объявлено, что Legendary Entertainment займётся перезапуском франшизы, режиссёром был назначен продюсер фильма «Зелёная комната» Мэйкон Блэр, а оригинальные создатели Ллойд Кауфман и Майкл Херц из Troma Entertainment выступят в качестве продюсеров. В конце ноября 2020 года стало известно, что главную роль получил звезда сериала «Игра престолов» Питер Динклэйдж. В июне 2021 года стало известно, что актёр Кевин Бейкон получил роль злодея, а также к картине присоединился Элайджа Вуд.

## Премьера
Премьера фильма состоялась на фестивале Fantastic Fest 21 сентября 2023 года.
Однако премьера в кинотеатрах откладывалась больше года. Создатели признали, что причиной тому были безуспешные поиски дистрибьюторов. Некоторые называли фильм «нереализуемым» из-за его жестокого контента и выражали мнение, что он может стать потерянным. Однако в январе 2025 года стало известно, что создатели наконец нашли дистрибьютора: им стала компания Cineverse. В том же месяце было объявлено, что выход фильма в кинотеатрах состоится 29 августа 2025 года. В российский прокат фильм выйдет 4 сентября.